# Alberta Highway 1A
Alberta Highway 1A ist die Bezeichnung von zwei alternativen Routen, dem „Bow Valley Trail“ sowie dem „Bow Valley Parkway“, abseits des Alberta Highway 1, der hier Teil des Trans-Canada Highways ist.
Es ist jedoch nicht der einzige Name, der für die Ausläufer des Highway 1 verwendet wird - Highway 1X ist eine weitere solche Bezeichnung. Obwohl diese Autobahnen an den Highway 1 angehängt sind, sind sie nicht Teil des Trans-Canada-Highway-Netzwerks und sind mit den primären Highway-Schilden der Provinz Alberta anstelle der für Highway 1 verwendeten Trans-Canada-Schilde signiert.

## Abschnitte

### Bow Valley Parkway
Der rund 50 Kilometer lange „Bow Valley Parkway“ ist der westliche der beiden Abschnitte. Er zweigt bei Lake Louise vom Alberta Highway 1 ab und folgt, nachdem er den Bow River überquert hat, bis kurz vor Banff, auf der anderen Seite des Bow River, dem Alberta Highway 1 durch den Banff-Nationalpark. Auf dem Abschnitt zwischen Lake Louise und dem Johnston Canyon besteht zeitweise ein Nachtfahrverbot zwischen 20 Uhr und 8 Uhr.

### Bow Valley Trail
Der rund 93 Kilometer lange „Bow Valley Trail“ ist der östliche der beiden Abschnitte. Er zweigt bei Canmore vom Alberta Highway 1 und folgt diesem weitgehend bis nach Calgary, wo er im Westen der Stadt endet.